# Giovanni Francesco Tenderini
Giovanni Francesco Maria Tenderini (17. října 1668 Carrara – 1. března 1739 Civita Castellana) byl italský římskokatolický duchovní a biskup Civita Castellana a Orte.

## Život
Narodil se 17. října 1668 v Carraře do rodiny hraběte Domenica Tenderini a Isabelly Ghirlandy.
Po základním studiu byl poslán studovat do Pisy, kde získal titul z obojího práva. Následně odešel na teologická studia do Říma, kde byl 9. listopadu 1698 vysvěcen na kněze. Stal se kanovníkem u kostela Santa Prisca.
Dne 13. listopadu 1718 jej papež Klement XI. jmenoval biskupem Civita Castellana a Orte. Biskupské svěcení přijal 11. prosince z rukou patriarchy Camilla Cyba. Několikrát prováděl vizitaci ve své diecézi. Nechal zrekonstruovat katedrálu a vystavět v ní novou kapli zasvěcenou Madonně della luce, kam nechal umístit starobylou fresku, která byla nalezena během rekonstrukce.
Navzdory svému úsilí se mu zpočátku kvůli ekonomickým potížím nepodařilo založit diecézní seminář pro formaci budoucích duchovních. Seminář byl zřízen až roku 1746. Zakládal také školy pro vzdělávání dívek.
Zemřel 1. března 1739.

## Proces svatořečení
Proces byl zahájen 11. září 1751. Dne 5. srpna 1794 uznal papež Pius VI. jeho hrdinské ctnosti.